# 小臥蛇島
小臥蛇島（こがじゃじま）は、鹿児島県のトカラ列島に属し、臥蛇島の東南東約5.6kmに位置する無人の火山島である。鹿児島県鹿児島郡十島村に属する。直径は0.5×1km、最高標高301m・海底からの比高800m以上。周囲は最高点までほぼ断崖状態で、居住に向かない地形・地質であるため、有史以来人が住んだ記録はない。
小臥蛇島は2～3万年前の噴火で形成された角閃石デイサイトの溶岩ドームで、現在も島の東側では数ヶ所の噴気活動と小規模な温泉湧出が確認されている。この温泉は野湯として入浴することができる。
臥蛇島同様、昆虫等の固有種が多く生息すると推測されているが、無人であることと上陸が厳しいことなどから、詳しい調査はまだ成されていない。
北方向に雄神瀬、南方向に沖ノ瀬と呼ばれる岩場がある。

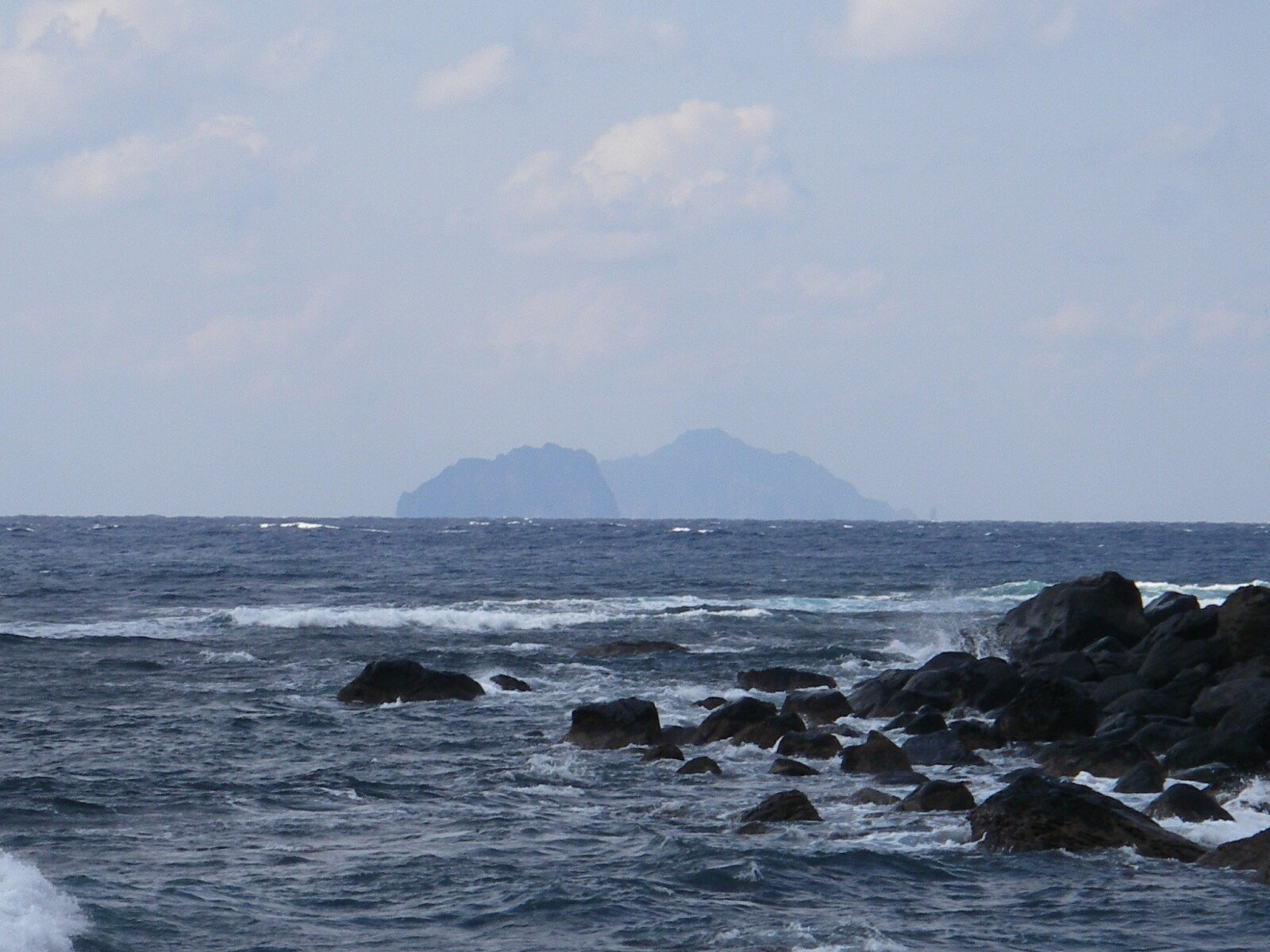
臥蛇島（右奥）と小臥蛇島（左手前）